# Ronde van Spanje 2010/Vijfde etappe
De vijfde etappe van de Ronde van Spanje 2010 werd verreden op woensdag 1 september 2010. Het was een vlakke rit van Guadix naar Lorca over een afstand van 194 km.

## Verslag
Met een rit van bijna 200 km in dalende lijn, was het al op voorhand duidelijk dat deze in een massaspurt ging eindigen. Toch waren er vier vluchters met een maximale voorsprong van ongeveer zes minuten en half: de Fransen Arnaud Labbe en Pierre Rolland, en de Spanjaarden José Toribio Alcolea en David Gutiérrez Gutiérrez. Ze werden gegrepen op goed en wel 15 km van de streep. In de spurt leek de Brit Mark Cavendish naar de zege te rijden, maar hij viel nog stil voor de streep en werd derde. De Amerikaan Tyler Farrar reed als eerste over de streep, de Spanjaard Koldo Fernández werd tweede. De leiderstruien in de verschillende klassementen bleven rond dezelfde schouders, hoewel Farrar wel op gelijke hoogte komt met Igor Antón in het puntenklassement.

## Uitslagen
| Plaats  | Naam                | Ploeg                   | Tijd     |
| ------- | ------------------- | ----------------------- | -------- |
| Winnaar | Tyler Farrar        | Team Garmin-Transitions | 5u03'37" |
| 2       | Koldo Fernández     | Euskaltel-Euskadi       | z.t.     |
| 3       | Mark Cavendish      | Team HTC-Columbia       | z.t.     |
| 4       | Wouter Weylandt     | Quick-Step              | z.t.     |
| 5       | Alessandro Petacchi | Lampre-Farnese Vini     | z.t.     |
| 6       | Sébastien Chavanel  | La Française des Jeux   | z.t.     |
| 7       | Robert Förster      | Team Milram             | z.t.     |
| 8       | Denis Galimzjanov   | Katjoesja               | z.t.     |
| 9       | Theo Bos            | Cervélo                 | z.t.     |
| 10      | Greg Van Avermaet   | Omega Pharma-Lotto      | z.t.     |

| Plaats    | Naam               | Ploeg              | Tijd      |
| --------- | ------------------ | ------------------ | --------- |
| Rode trui | Philippe Gilbert   | Omega Pharma-Lotto | 19u00'06" |
| 2         | Igor Antón         | Euskaltel-Euskadi  | + 0'10"   |
| 3         | Joaquim Rodríguez  | Katjoesja          | z.t.      |
| 4         | Vincenzo Nibali    | Liquigas           | + 0'12"   |
| 5         | Peter Velits       | Team HTC-Columbia  | + 0'16"   |
| 6         | Tejay van Garderen | Team HTC-Columbia  | + 0'29"   |
| 7         | Xavier Tondó       | Cervélo            | + 0'49"   |
| 8         | Fränk Schleck      | Team Saxo Bank     | + 0'50"   |
| 9         | Rubén Plaza        | Caisse d'Epargne   | + 0'54"   |
| 10        | Ezequiel Mosquera  | Xacobeo-Galicia    | + 0'55"   |
|           |                    |                    |           |
| 20        | Laurens ten Dam    | Rabobank           | + 2'08"   |

## Nevenklassementen
| Plaats      | Naam             | Ploeg                   | Punten |
| ----------- | ---------------- | ----------------------- | ------ |
| Groene trui | Igor Antón       | Euskaltel-Euskadi       | 41     |
| 2           | Tyler Farrar     | Team Garmin-Transitions | 41     |
| 3           | Philippe Gilbert | Omega Pharma-Lotto      | 37     |
|             |                  |                         |        |
| 24          | Theo Bos         | Cervélo                 | 7      |

| Plaats                | Naam             | Ploeg           | Punten |
| --------------------- | ---------------- | --------------- | ------ |
| Bolletjestrui (blauw) | Serafín Martínez | Xacobeo-Galicia | 13     |
| 2                     | Dario Cataldo    | Quick-Step      | 8      |
| 3                     | David Moncoutié  | Cofidis         | 6      |
|                       |                  |                 |        |
| 5                     | Niki Terpstra    | Team Milram     | 5      |

| Plaats     | Naam                | Ploeg             | Punten |
| ---------- | ------------------- | ----------------- | ------ |
| Witte trui | Vincenzo Nibali     | Liquigas          | 21     |
| 2          | Guillaume Bonnafond | AG2R              | 93     |
| 3          | Egoi Martínez       | Euskaltel-Euskadi | 108    |

| Plaats | Ploeg              | Tijd      |
| ------ | ------------------ | --------- |
|        | Caisse d'Epargne   | 56u34'12" |
| 2      | Katjoesja          | + 1'05"   |
| 3      | Omega Pharma-Lotto | + 1'18"   |

1e etappe ·
2e etappe ·
3e etappe ·
4e etappe ·
5e etappe ·
6e etappe ·
7e etappe ·
8e etappe ·
9e etappe ·
10e etappe ·
11e etappe ·
12e etappe ·
13e etappe ·
14e etappe ·
15e etappe ·
16e etappe ·
17e etappe ·
18e etappe ·
19e etappe ·
20e etappe ·
21e etappe
Startlijst · Eindstanden · Afbeeldingen